# Hélèna Villovitch
 (mai 2024).
Si vous disposez d'ouvrages ou d'articles de référence ou si vous connaissez des sites web de qualité traitant du thème abordé ici, merci de compléter l'article en donnant les références utiles à sa vérifiabilité et en les liant à la section « Notes et références ».
Hélèna Villovitch, nom d’artiste d’Hélène Villebasse, née le 3 novembre 1963 à Bourges, est une écrivaine, réalisatrice et journaliste française.

## Biographie
Hélène Villebasse, dite Hélèna Villovitch suit des études d'arts appliqués à l'École Boulle, travaille comme graphiste, réalise des films expérimentaux puis crée en 1991 un groupe de cinéastes, le Molokino, avec Agathe Gris, Cécile Bortoletti et David TV.
Elle publie en 1998 son premier livre, Je pense à toi tous les jours, après avoir envoyé un manuscrit par la poste aux éditions de l'Olivier. Dans ses ouvrages, elle s'inspire avec humour de ses diverses expériences et de faits d'actualité ou de société comme le monde du travail. En 2003, dans Petites soupes froides, l'artiste présente des fragments de la vie parisienne et se révèle une moraliste plus classique qu'on ne pourrait le croire". Son quatrième livre, Dans La Vraie Vie, montre la désillusion de jeunes artistes qui doivent travailler dans les bureaux. On retrouve ce thème dans Je pense à toi tous les jours. Avec le recueil de nouvelles L'immobilier, paru aux éditions Verticales, elle décline le thème de l'habitation – habiter une maison, habiter son propre corps. Hélèna Villovitch s'investit tout autant dans la littérature jeunesse, où elle mêle humour et fantastique dans la série des Ferdinand ou dans Le village des Monstres.
En résonance avec ses livres publiés, elle donne des lectures et des performances dans des institutions publiques, volontiers augmentées d'expérimentations sonores et/ou visuelles : "Héléna Villovitch s’inscrit dans une réflexion qui agite la littérature contemporaine à l’âge des lectures-performances, des résidences d’auteur.es et de la multiplication des supports possibles.", écrit Morgane Kieffer.

## Filmographie sélective
- 1984 : J'ai 20 ans, 16 mm, 4 min
- 1990 : Le cercle de mes relations, 16 mm, 12 min
- 1993 : 4 portraits miroirs, 16 mm, 9 min
- 1995 : Je tricote, 16 mm, 9 min
- 2003 : A ma place, vidéo et installation pour la galerie éof (Paris), 11 min
- 2004 : Bye bye tiger[16] en collaboration avec Jan Peters, 35 mm, 1 h 10
- 2005 : Where are you ? en collaboration avec Jan Peters, réalisé avec des téléphones portables, 8 min 49
- 2012 : Inévivitable en collaboration avec Viviana Moin et David TV, super 8 et performance, 7 min
- 2014 : Le plus petit appartement de Paris, la Collection de Canal+, 15 min
- 2017 : Sofa, 1 h 14
- 2023 : Personne n'était sympa[17] en collaboration avec David TV, 15 min

## Expositions et performances (sélection)
- 2003 : Astrup Fearnley Museet (Oslo), Water Events[18], participation à l’exposition de Yoko Ono
- 2003 : Galerie éof (Paris), A ma place, exposition personnelle
- 2004 : Centre international de poésie Marseille, Usager 2004, lecture publique
- 2011 : L'Espace d'en Bas (Paris), Inhabitable, avec David TV et Demetra Nikolopoulou
- 2013 : Centre Pompidou (Paris), Mille sofas - Solo show[19], Hors Pistes
- 2014 : Musée de la Chasse et de la Nature (Paris) Monsieur et madame Lombard, avec Viviana Moin et Eric Lombard
- 2018 : Festival Actoral (Marseille) La mort de Nicolas Granger
- 2019 : Musée d'Art contemporain du Val-de-Marne Mac Val (Vitry), Lignes de vie - une exposition de légendes, exposition collective
- 2019 : Les Labos d'Aubervilliers, Par exemple, avec Antoinette Ohanessian
- 2021 : Théâtre Montevideo (Marseille), Et si on mangeait les Legrand ?, avec Adrien Bardi Bienenstock
- 2023 : Galerie Invisible (Marseille), Octopus Saloon[20], avec Dominique Cerf et Liliane Giraudon
- 2024 : Château d'Oiron avec le festival Les écritures bougées, Mes écrits partent tes couleurs restent (hommage à Jean Dupuy)[21]

## Distinctions
- 2004 : Prix du Jury du Festival International de Bochum pour A ma place
- 2009 : Prix Goya pour Mona Lisa et moi
- 2012 : Prix des Montagnes d'Auvergne[22] pour Ferdinand et ses micropouvoirs
- 2013 : Prix des jeunes lecteurs du Vésinet pour Ferdinand et ses micropouvoirs
- 2023 : Sélection au Festival international de cinéma de Marseille FIDMarseille pour Personne n'était sympa